# Fidelidad
Fidelidad är en udde i Antarktis. Den ligger i Sydshetlandsöarna. Argentina, Chile och Storbritannien gör anspråk på området.
Terrängen inåt land är huvudsakligen kuperad, men den allra närmaste omgivningen är varierad. Havet är nära Fidelidad norrut.  Trakten är obefolkad. Det finns inga samhällen i närheten. 